# Сражение за Болонью
Сражение за Болонью или Операция «Бакленд» (англ. Operation Buckland) — одно из последних сражений Второй мировой войны на итальянском фронте. Проходило с 9 по 21 апреля 1945 года. Подразделения 2-го польского корпуса, вместе с приданными британскими частями из состава V британского корпуса, освободили город Болонья.

## Ход операции
На итальянском фронте, после побед осенне-зимней кампании 1944 года, 15 группа армий перешла к обороне южнее Болоньи. Весной 1945 года командующий 15 ГА генерал Кларк приказал возобновить операцию и взять в клещи противостоящую немецкую группировку, отрезав её от переправ через По и затем уничтожить в Ломбардской долине. Британская 8 армия должна была наступать из района Равенны на Феррару и Модену, а 5 американская армия наступать из района южнее Болоньи в северном направлении и выйти в долину реки По. Удар на главном направлении продвижения 8 армии должны были производить 2-й польский корпус и V британский корпус. Их задачей было прорвать оборону противника над рекой Сенио, захватить плацдармы за рекой Сантерно, а затем развивать наступление — V корпус на Ардженту, а 2 корпус на Мордано и Кастель-Сан-Петро.
До марта 1945 года 2 корпус участвовал в позиционных боях над Сенио, проводя разведывательные рейды и артиллерийские дуэли.
Командарм 8 армии генерал Ричард МакКрири присоединил к польскому корпусу ряд британских частей:
- 43 моторизованная бригада «Гурка» (3 пехотных батальона);
- 7 танковая бригада (два полка танков «Черчилль» и полк танков «Шерман»);
- часть 25 сапёрно-штурмовой бригады (командование, 51 танковый полк, три специальных эскадрона — вооружённые один огнемётными танками «Crocodile», другой танками-тральщиками «Flail» и третий мостовыми танками «Ark»);
- два артиллерийских полка (15 Fletd R.A. самоходных орудий и 78 Med. R.A. тяжёлой артиллерии);
- 14/20 гусарский полк (в том числе дивизион бронемашин «Kangur», способные перевезти батальон пехоты);
- один уланский батальон резерва 27 уланского полка;
- итальянские подразделения: батальон пехоты из бригады «Maiella».

В марте корпус, действующий в рамках 8 британской армии, получил задание форсировать Сенио севернее Фаэнцы и наступать на главном направлении продвижения армии. Во взаимодействии с новозеландской дивизией, поляки должны были, развивая наступление, перерезать путь отхода немецких частей по направлению Феррара-Болонья, после чего отрезать Болонью от основных частей немецкой армии, окружающим маневром с севера. Командир корпуса, бригадный генерал Зигмунт Богуш-Шишко, приказал форсировать Сенио силами 3-й дивизии карпатских стрелков, развивать пролом позиций противника силами 5 кресовой пехотной дивизии, и затем, при поддержке 2 варшавской танковой бригады, занять район севернее Болоньи.
9 апреля 1945 года, после несколько-часовой артиллерийской подготовки, 3-я дивизия карпатских стрелков начала форсирование Сенио. Одна из волн бомбардировщиков по ошибке накрыла польские части. Погибло 34 и было ранено 188 солдат. Несмотря на это, дивизия форсировала реку, взломала немецкую оборону над Сенио, а затем и над рекой Сантерно. Развивая наступление, польские части с ходу форсировали несколько водных преград и заняли ряд населённых пунктов, ещё до того как немцы успевали занять оборонительные позиции.
Успех польских и британских частей с востока и американской 5 армии с юга, принудили немцев начать отступление. 2 корпус начал операцию по преследованию отходящего противника.
Действующая на вспомогательном направлении группа «Руд» в составе 3-й бригады карпатских стрелков и 4-й волынской пехотной дивизии, под командованием полковника Рудницкого, наступая по шоссе № 9 отсекло немецкие позиции размещённые в горном районе и 17 апреля заняло Кастель-Сан-Петро.
20 апреля подразделения корпуса форсировали реки Геана и Идиче. 21 апреля, в 6:05, 9-й батальон карпатских стрелков первым вошёл в Болонью и поднял над городом польский флаг.

### Действия группы «Руд»
Группа под командованием полковника Рудницкого, в составе 3-й бригады карпатских стрелков, 4-й волынской пехотной дивизии, 7-го полка конной артиллерии, 5-го полка лёгкой артиллерии, британского артиллерийского полка, эскадрона танков и сапёрной роты, действовала на вспомогательном направлении по шоссе № 9 Имола-Болонья. В боестолновение с противником вошла 12 апреля на реке Сантерно в районе Кастельнуово. Вечером, во взаимодействии с главными силами, 3 бригада атаковала немецкие позиции на реках Саатемо и Сангуинара. В это время 3 бригада, производя обходной манёвр с юга, заняла Кастель-Болоньезе.
13 апреля группа «Руд» вышла на канал ди Молира и прорвалась в восточные кварталы города Имола. Командир группы приказал занять город окружающим маневром с севера, со стороны Иль-Понте-Санта. 3-я бригада связала противника боем с фронта, а 4-я дивизия выполнила манёвр. В полдень 14 апреля 4-я дивизия, усиленная британским танковым полком из 7-й танковой бригады, ударила из района южнее Шиусура. Противник, не выдержав удара, побежал. Вечером занято Иль-Понте-Санто. Используя успех 4-й дивизии, 3-я бригада заняла Имолу.

## Итог
Занятие Болоньи имело важное значение для разгрома немцев на итальянском фронте. Подразделения 2-го польского корпуса вошли в город, где их встречали цветами и овациями. На основе приказа командующего 8 армии, польские части остались в этом районе, не принимая участие в дальнейших боевых действиях.
9-й батальон карпатских стрелков получил почётное наименование «Болоньский». 17 командиров польских частей получили почётное гражданство Болоньи. Сенат города вручил польским солдатам 215 специальных медали с надписью «Al liberatori che primi entrarono in Bologna 21 Aprile 1945 — per benem erenza» (Освободителям, которые первыми вошли в Болонью 21 апреля 1945 года — в подтверждение заслуг).
Польские потери, понесённые в битве за Болонью составили 234 погибших, 1228 раненых.
Бои за Болонью внесены на скрижали Могилы неизвестного солдата в Варшаве, с надписью «Болонья 9-21.IV.1945».